# Агирре, Эдуардо
Эдуа́рдо Даниэ́ль Аги́рре Ла́ра (исп. Eduardo Daniel Aguirre Lara; род. 3 августа 1998, Сан-Педро, Коауила) — мексиканский футболист, нападающий клуба «Сантос Лагуна», выступающий на правах аренды за «Атлас». Бронзовый призёр Олимпийских игр 2020 года в Токио.

## Клубная карьера
Агирре — воспитанник клуба «Сантос Лагуна». В 2017 году игрок для получения игровой практики на правах аренды перешёл в «Тампико Мадеро». 23 июля в матче против «Атлетико Сакатепек» он дебютировал в Лиге Ассенсо. 15 февраля 2018 года в поединке против «Леонес Негрос» Эдуардо забил свой первый гол за «Тампико Мадеро». В начале 2019 года Агирре вернулся в «Сантос Лагуна». 6 января в матче против Лобос БУАП он дебютировал в мексиканской Примере. 17 февраля 2020 года в поединке против УАНЛ Тигрес Эдуардо сделал «дубль», забив свои первые голы за «Сантос Лагуна».

## Международная карьера
В 2015 году в составе юношеской сборной Мексики Агирре выиграл юношеский чемпионата Северной Америки в Гондурасе. В том же году Агирре принял участие в юношеском чемпионате мира в Чили. На турнире он сыграл в матчах против команд Аргентины, Австралии, Германии, Чили, Эквадора, Нигерии и Бельгии. В поединке против чилийцев Эдуардо забил гол.
В 2017 году Агирре в составе молодёжной сборной Мексики принял участие в молодёжном чемпионате Северной Америки в Коста-Рике. На турнире он сыграл в матчах против команд Антигуа и Барбуды, Канады, США, Сальвадора и Гондураса. В поединке против канадцев и сальвадорцев Эдуардо забил по голу.
В том же году Агирре принял участие в молодёжном чемпионате мира в Южной Корее. На турнире он сыграл в матчах против команд Германии, Венесуэлы, Сенегала и Англии.

## Достижения
Международные
Мексика (до 17)
- Чемпион юношеского кубка КОНКАКАФ: 2015